# ادموندو (بازیکن فوتبال)
ادموندو آلوز دی سوازا نیتو (به پرتغالی: Edmundo Alves de Souza Neto) بازیکن فوتبال در پست مهاجم/هافبک اهل برزیل است که در شهر نیتروی و در تاریخ ۲ آوریل ۱۹۷۱ به دنیا آمده‌است.
او به عنوان یکی از تکنیکی‌ترین بازیکنان دنیا در زمان خود شناخته میشود‌.

## باشگاهی
دیاگو (بازیکن فوتبال) در تیم‌های فوتبال واسکو دوگاما ، پالمیراس، فلامینگو، کورینتیانس، واسکو دوگاما و فیورنتینا سابقهٔ حضور دارد.

## تیم ملی
این بازیکن همچنین در سال، 1992 – 2000 برای، تیم ملی فوتبال برزیل به میدان رفته‌است 